# Place Denis-Dussoubs
La place Denis-Dussoubs est une place circulaire de Limoges.

## Situation et accès
La place se situe à la jonction du boulevard Victor-Hugo, de l'avenue de la Libération et des rues Adrien-Dubouché, des Combes, François-Chénieux et Montmailler.

## Origine du nom
La place honore le révolutionnaire de 1848 Denis Dussoubs (1818-1851).

## Historique
Unique place Royale de Limoges, la place est créée en 1712, sous le nom de « place Dauphine », en l’honneur du Dauphin, le futur Louis XV. Cette place faisait partie du premier projet d'ouverture de l'ancienne cité médiévale avec la destruction d'une partie des remparts, relancé et dirigé plus tard par l'intendant Turgot.

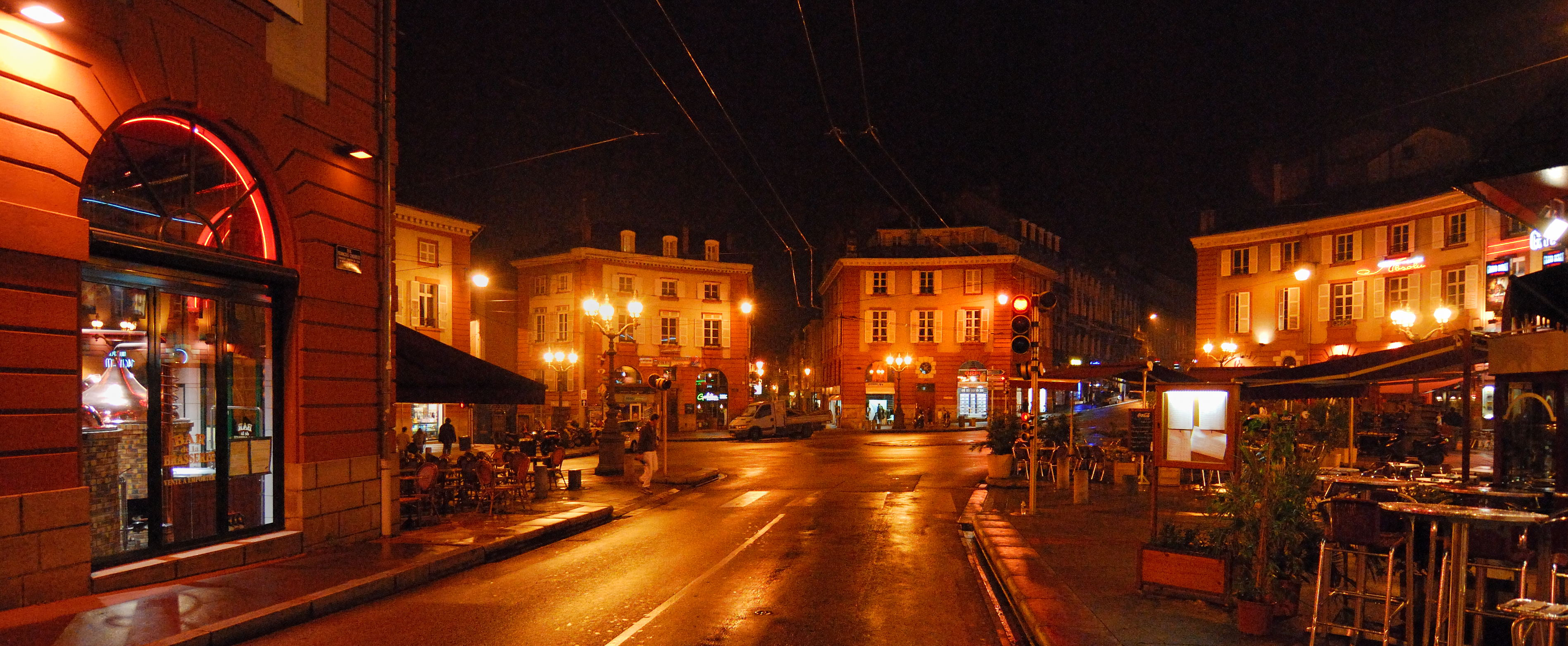
Vue de la place Denis-Dussoubs depuis la rue François-Chénieux

La place jouait un rôle important dans la circulation de la ville, car elle s'ouvrait — et s'ouvre encore — sur la route d'Angoulême (boulevard Victor-Hugo puis rue Armand-Dutreix), sur la route de Poitiers (rue Montmailler) et la route de Paris (rue François-Chénieux). Toutes les façades de la place présente la même forme (rouges et blanches autour des ouvertures) afin de mettre en valeur la statue royale, qui était sans doute celle de Louis XIV, et qui trônait alors au centre de la place. Une plaque aux armes du royaume de France, et portant la date « 1712 », située à l'angle avec la rue Montmailler rappelle sa création.
Un plan de Turgot est fixé et arrêté en 1775 ; la place prendra la forme qu'on lui connaît véritablement, circulaire. Les façades des bâtiments furent imposées. On privilégia la brique à la pierre et au bois, plus coûteux. Cependant, la place ne fut jamais achevée en suivant tout à fait ce plan.
En 1790, la place prend le nom éphémère de « place des Sans-Culottes », puis rapidement celui de « place de la Liberté », pour devenir à la IIe République « place de la Révolution ».
La fontaine supportant des dauphins, œuvre de Broussaud, construite en l'honneur du roi, ne supporta pas la Révolution.
Sous la IIIe République, cette statue détruite à la Révolution française est remplacée par celle de Denis Dussoubs (œuvre de Léon Roussel-Bardelle) qui mourut sur les barricades de Paris en 1851, donnant ainsi son nom définitif à la place. Cette statue de bronze est fondue sous le régime de Vichy, dans le cadre de la mobilisation des métaux non ferreux.
L'état de siège de Limoges est annoncé, publié le 22 juin 1944. Car depuis le débarquement des alliés en Normandie, les forces d'occupation allemandes aux ordres du général Walter Gleiniger et de son adjoint le lieutenant-colonel von Liebich et leurs auxiliaires français aux ordres de Jean de Vaugelas se préparent à transformer Limoges en Stalingrad. Une zone est délimitée en centre-ville et les artères sont hérissées de bunkers, comme place Denis-Dussoubs, avenue de la Libération ou encore carrefour Tourny. Limoges sera libéré le 21 août 1944 par le colonel Georges Guingouin. 
Jean-Louis Marty, a dessiné la place Denis Dussoubs, était alors tout jeune dans la profession il est architecte du Palais des Sports de Beaublanc. 
Aujourd’hui, la place Denis-Dussoubs est l’un des lieux de la vie nocturne de Limoges avec ses cafés, sa brasserie et le cinéma « grand écran ».

## Bâtiments remarquables et lieux de mémoire
- no 4 : Comité départemental du tourisme de la Haute-Vienne.
- no 8 : Brasserie artisanale Michard (ancienne Brasserie Saint-Martial) : il s’agit de la dernière brasserie de la ville, qui comptait de nombreuses unités de production artisanale encore au milieu du XXe siècle. La brasserie est un des bars les plus fréquentés de Limoges ; la possibilité de manger des flammekueche et les vitrines laissant voir les cuves de la brasserie font, en plus de la qualité apparente de la bière, l’attrait du lieu.
- no 11 : Cinéma Multiplex Grand Écran : le plus grand cinéma de la ville (14 salles).